# Lucanus (chi bọ cánh cứng)
Lucanus là một chi bọ cánh cứng trong họ Lucanidae.

## Các loài
Danh sách chưa đầu đủ
- Lucanus capreolus
- Lucanus cervus
- Lucanus elaphus
- Lucanus formosanus
- Lucanus maculifemoratus
- Lucanus mazama
- Lucanus placidus
- Lucanus swinhoei
- Lucanus tetraodon

## Hình ảnh

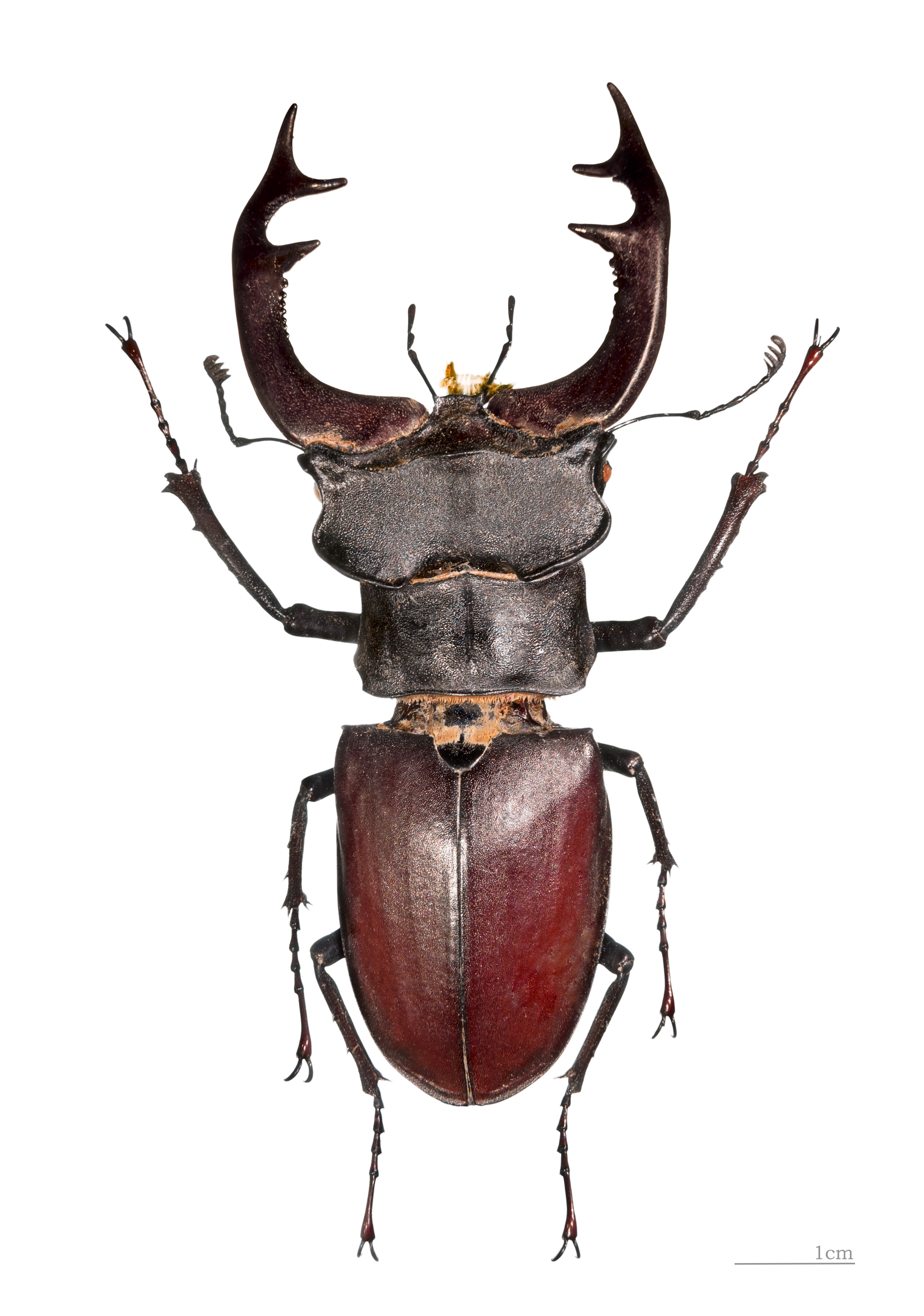
Lucanus capreolus
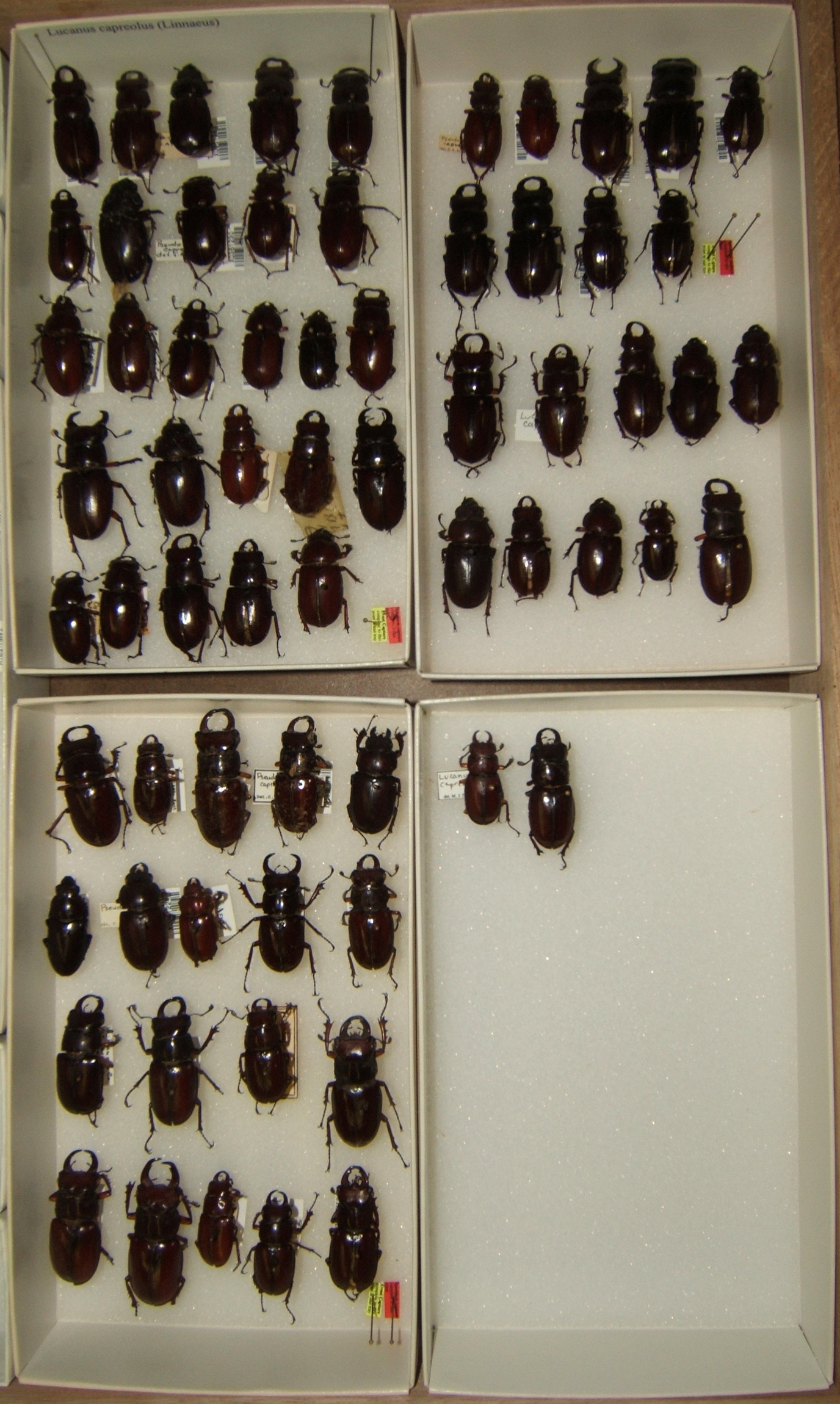
Lucanus capreolus variation
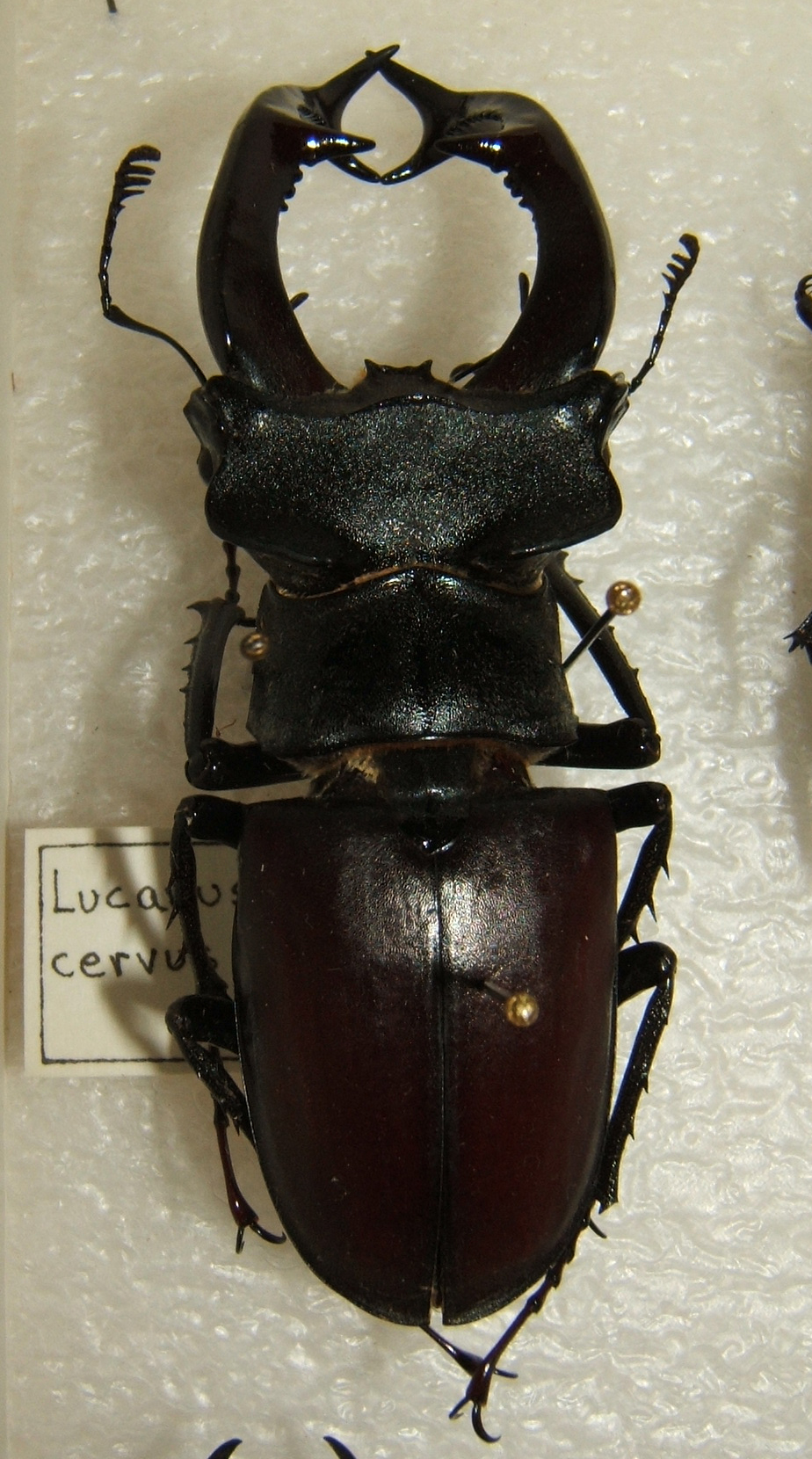
Lucanus cervus
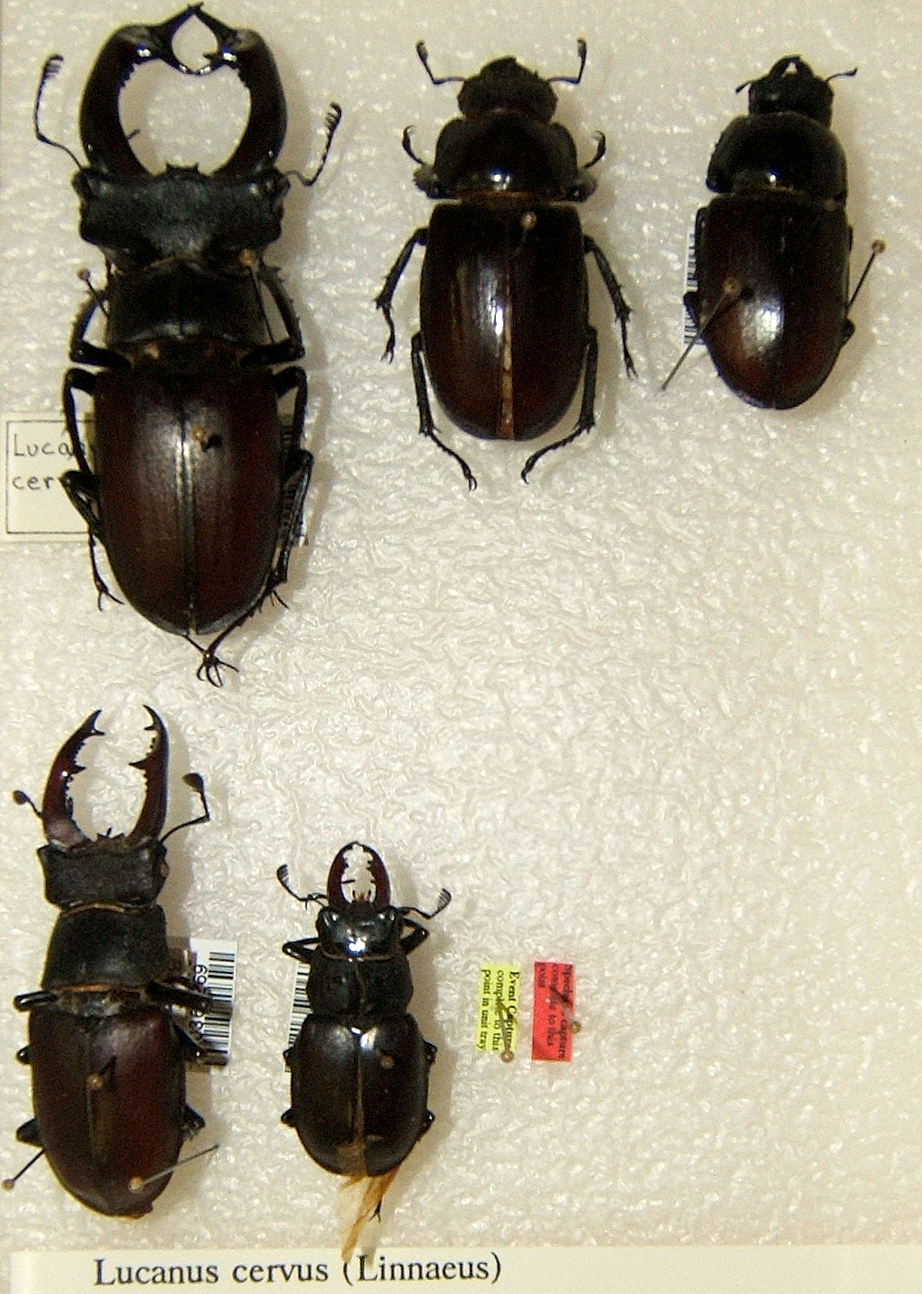
Lucanus cervus variation
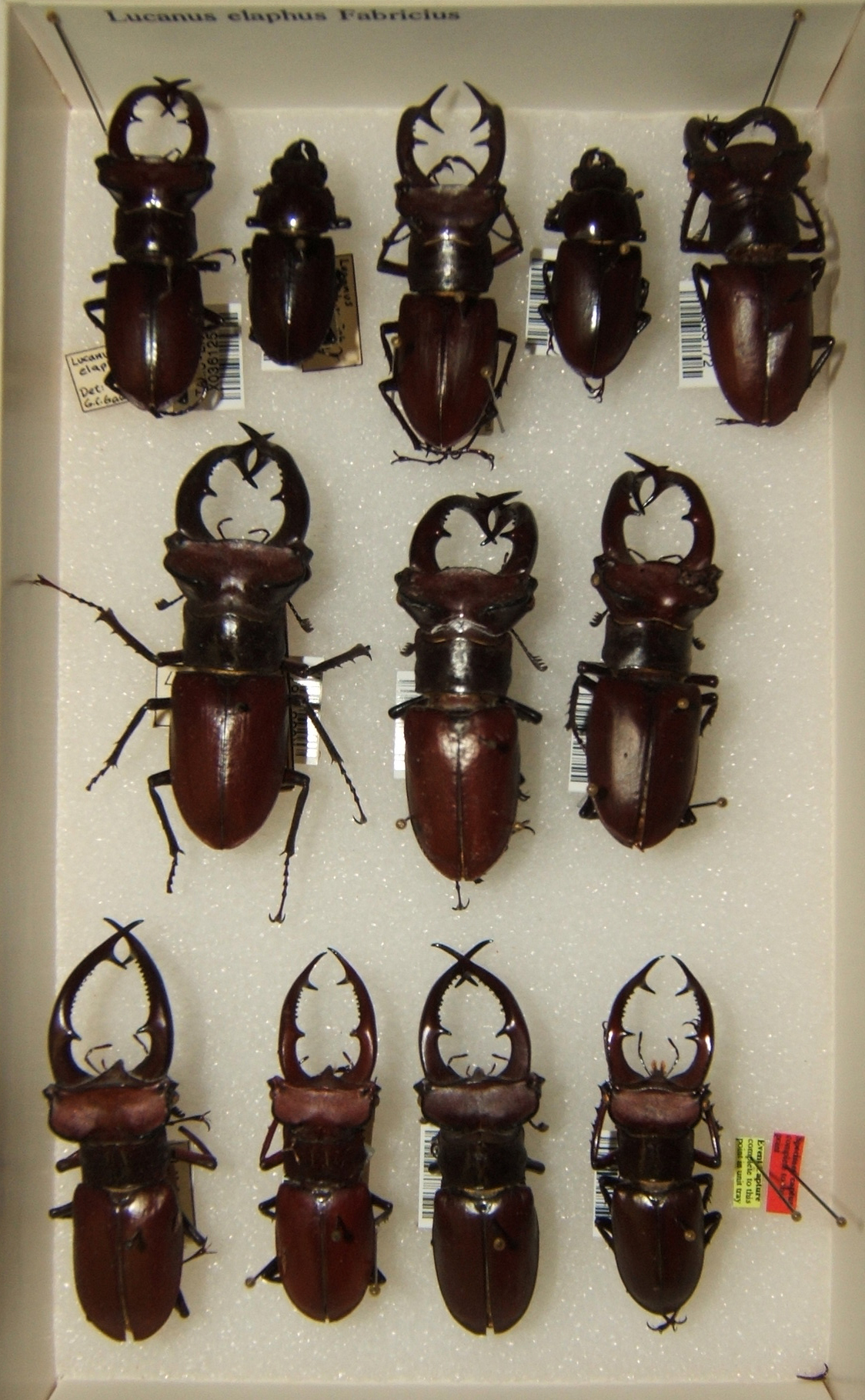
Lucanus elaphus variation
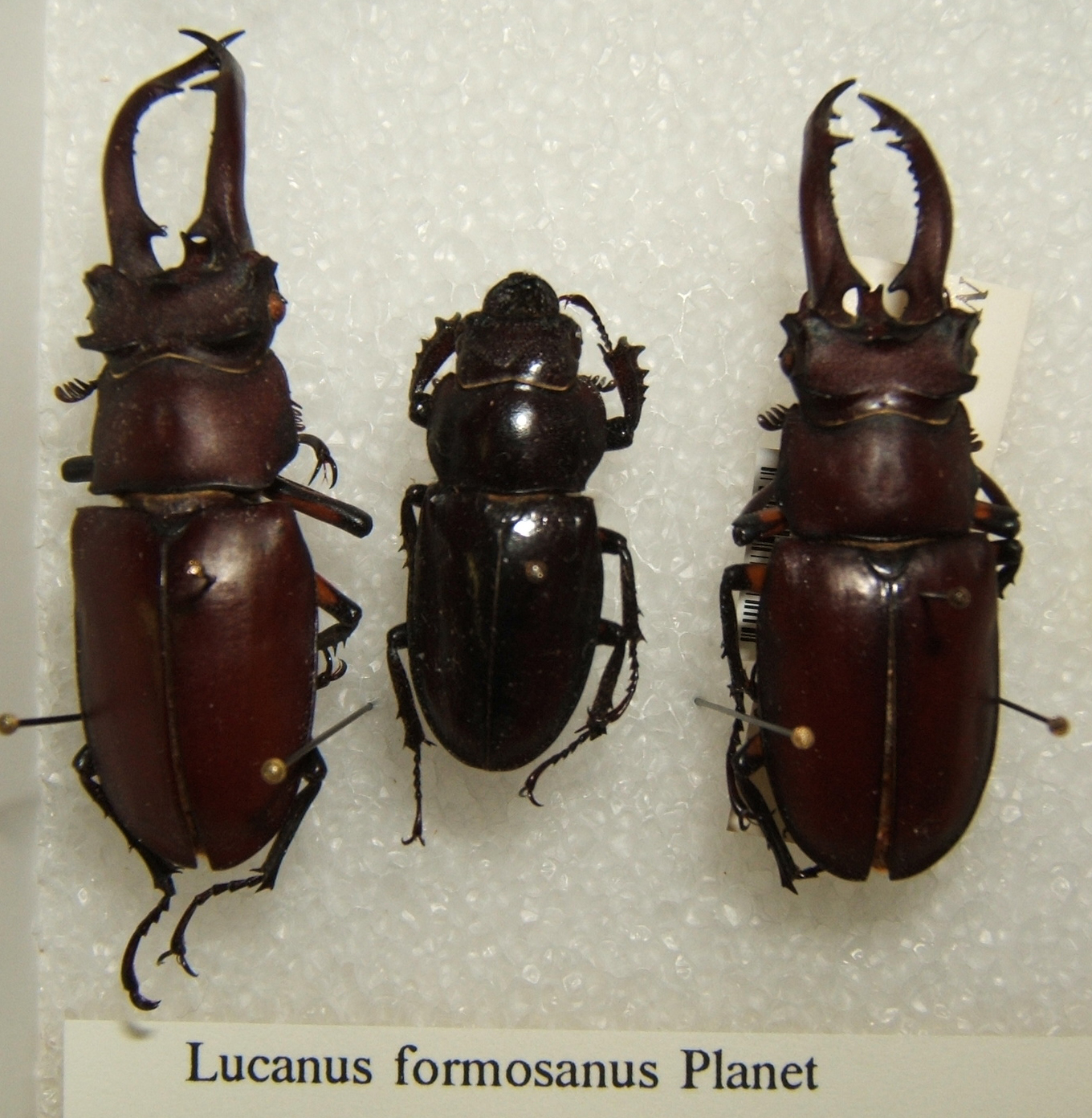
Lucanus formosanus
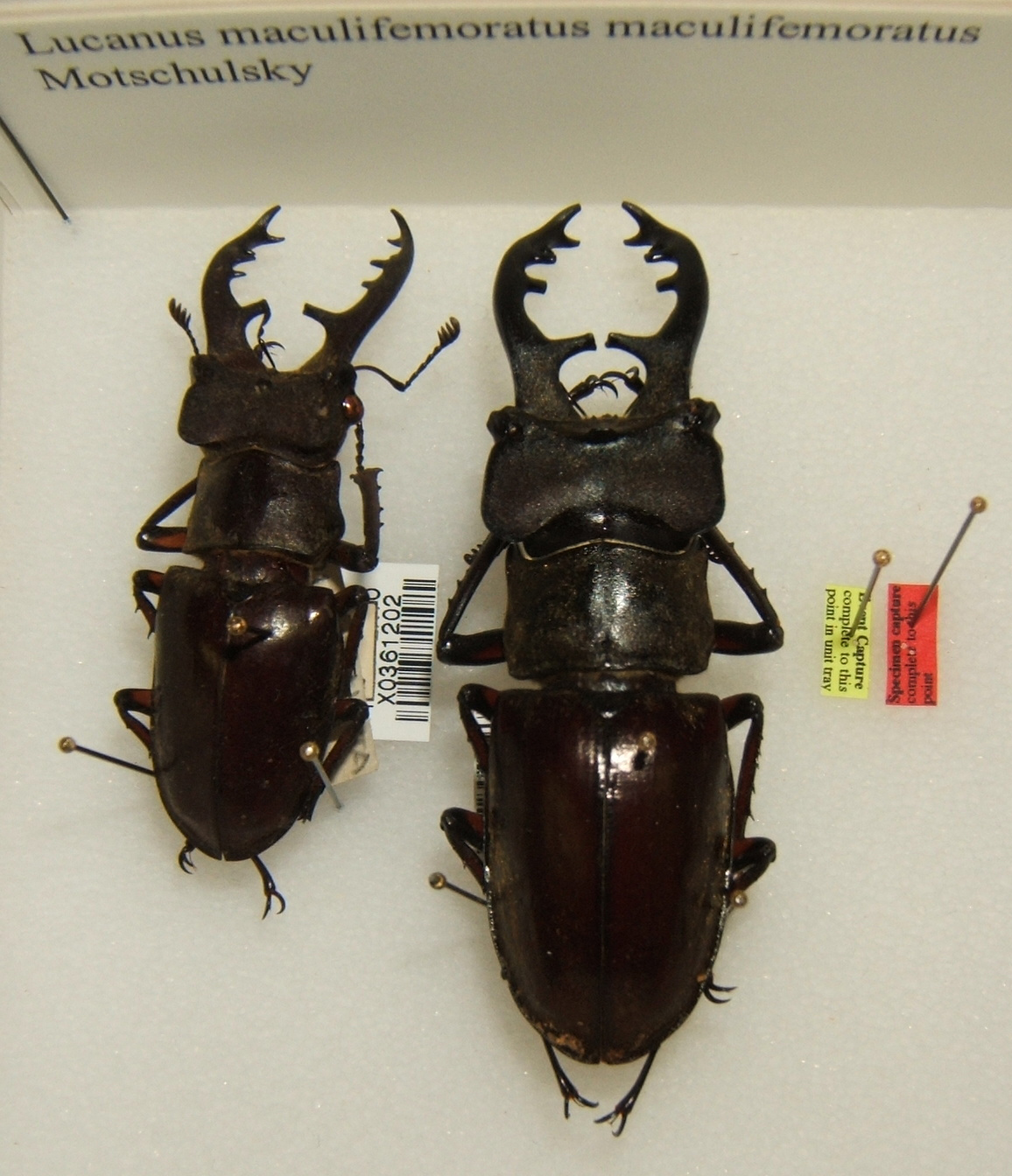
Lucanus maculifemoratus maculifemoratus
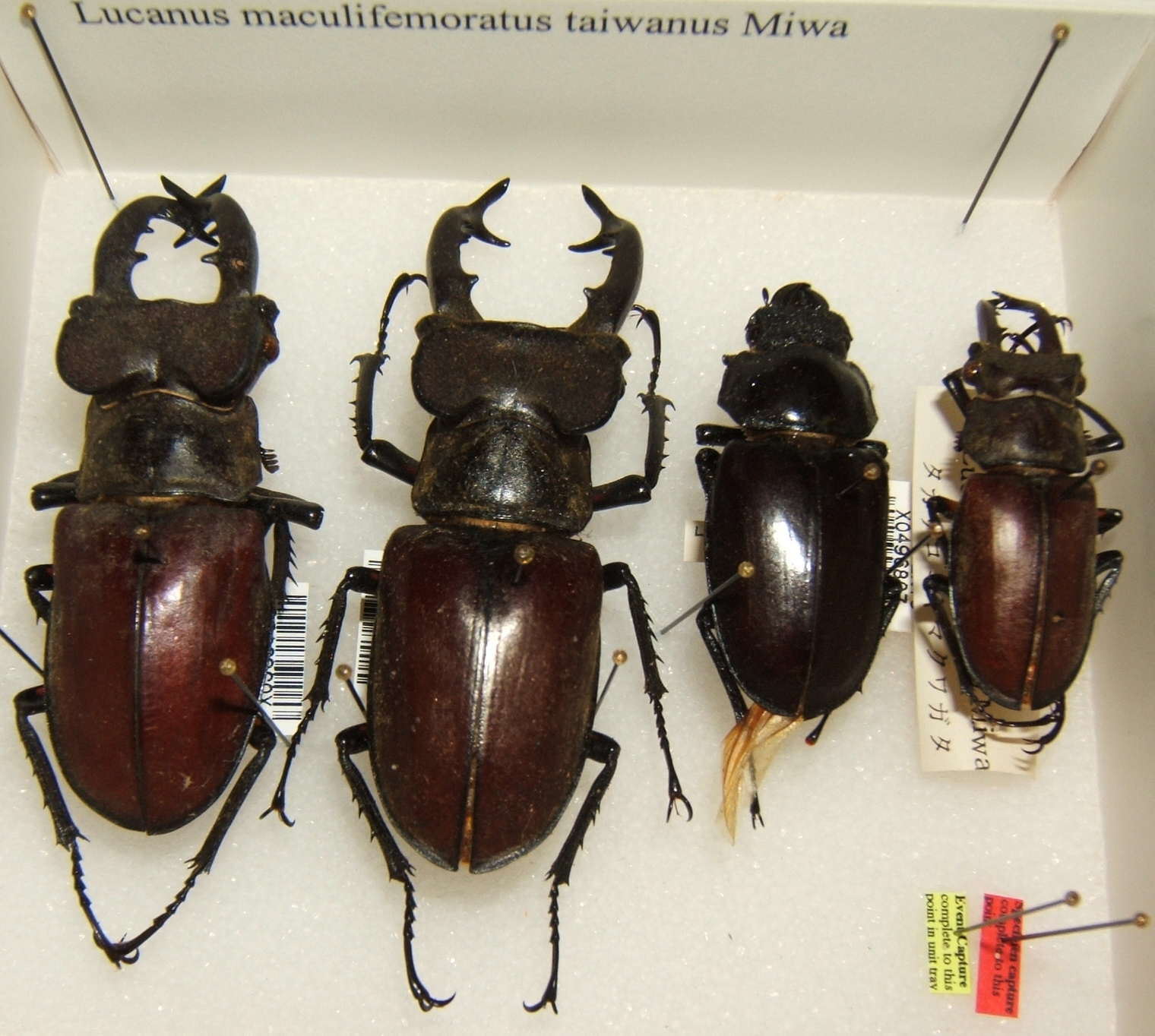
Lucanus maculifemoratus taiwanus
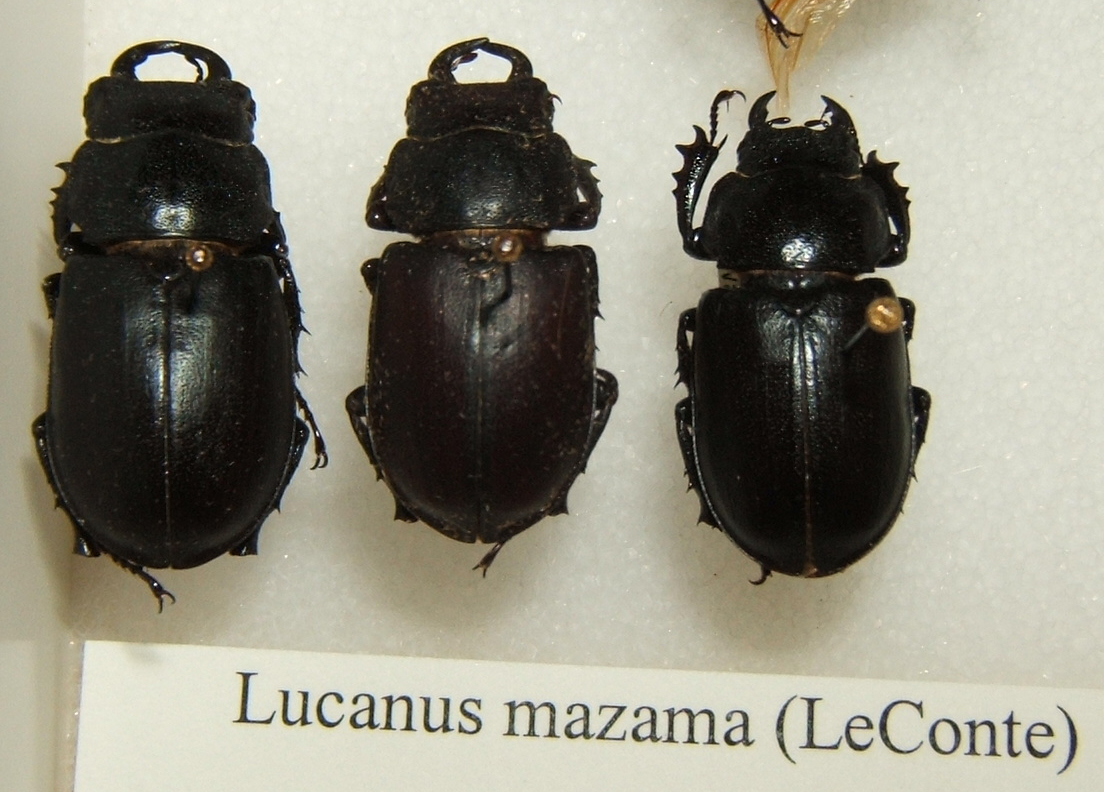
Lucanus mazama
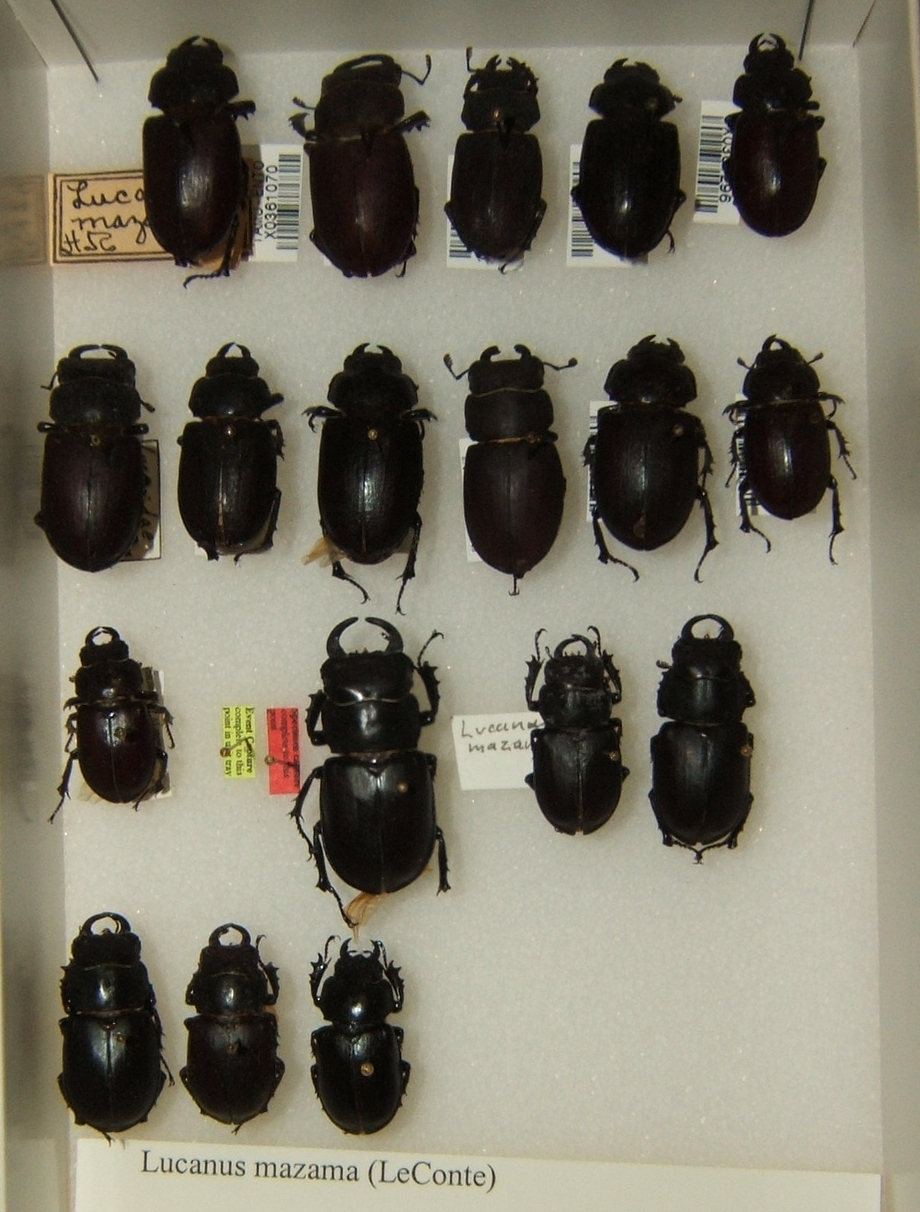
Lucanus mazama variation
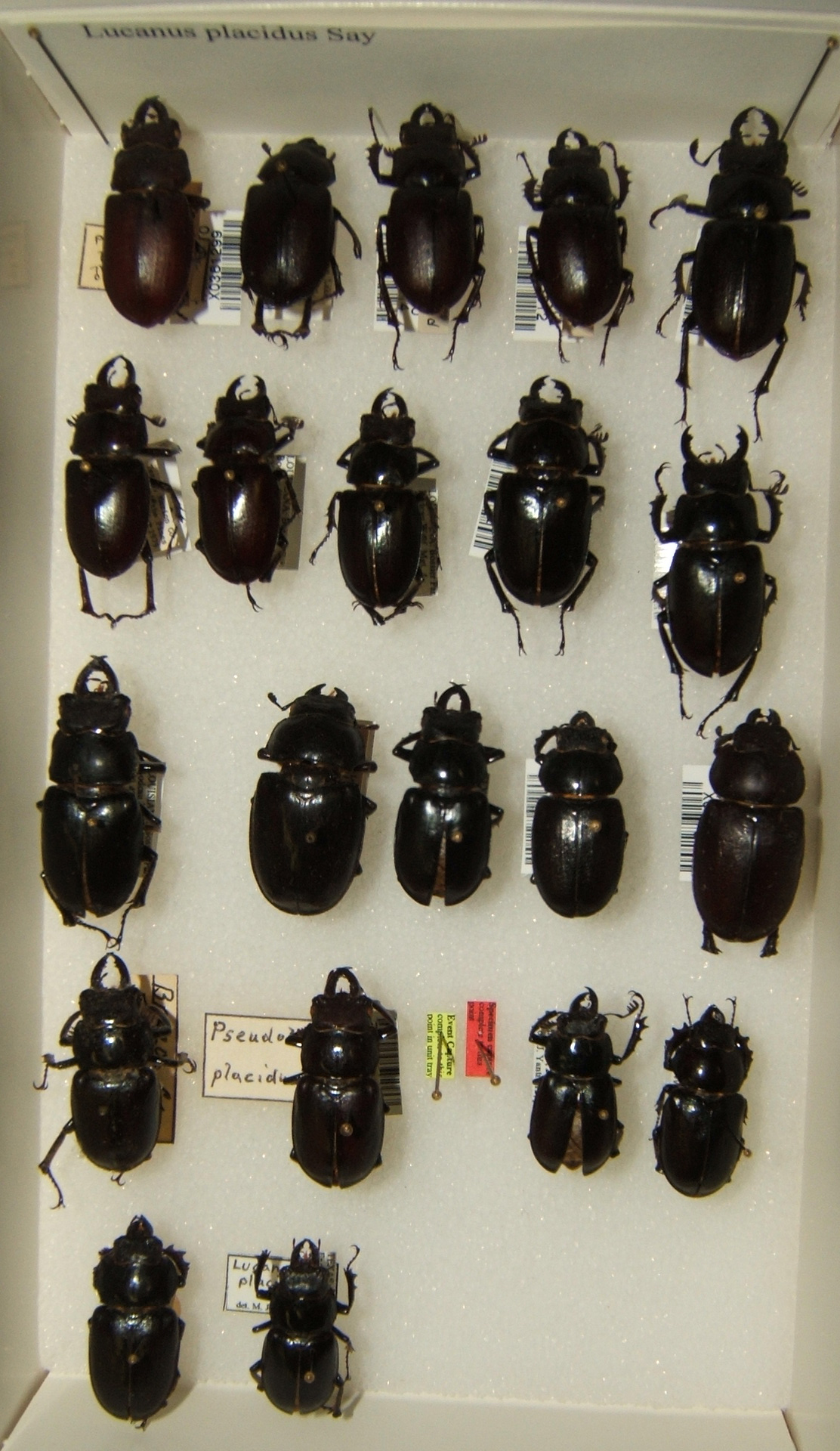
Lucanus placidus variation
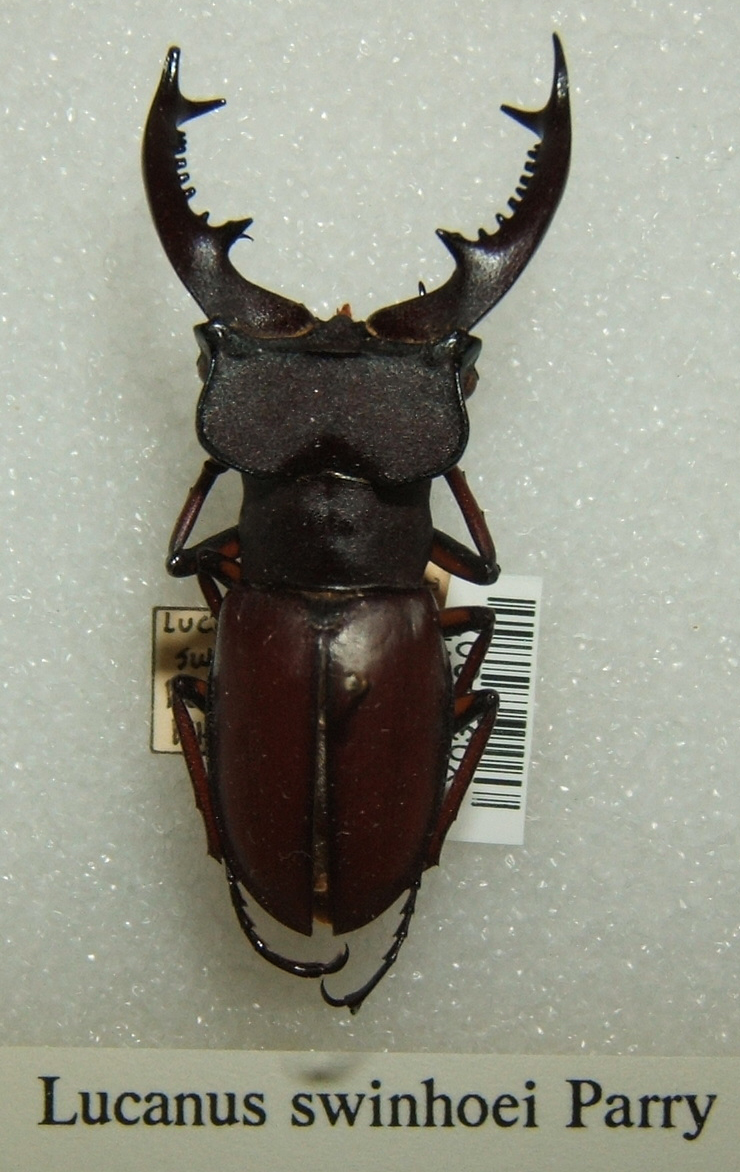
Lucanus swinhoei
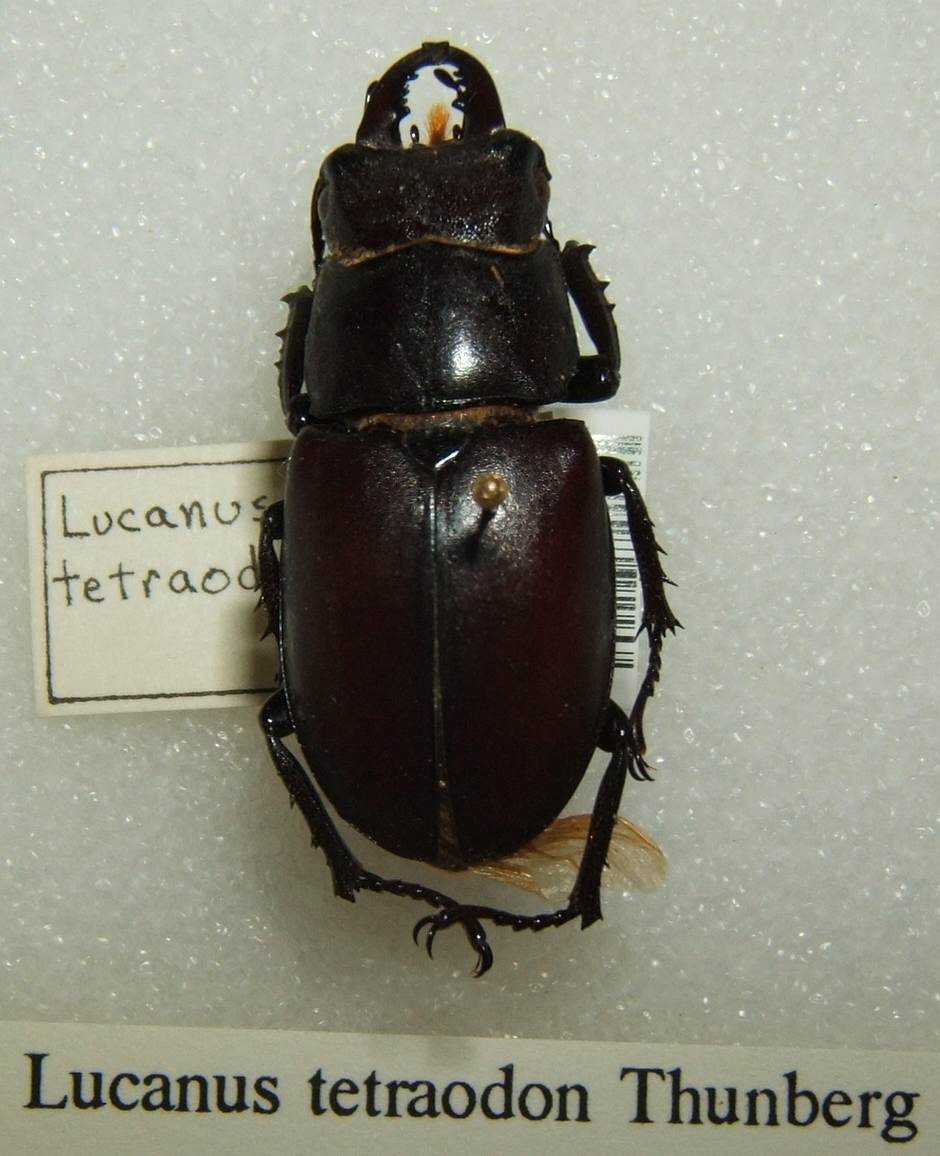
Lucanus tetraodon